# Ергаза
Ергаза́ (также Ерегазе́, баш. Ерегәҙе) — река в России, протекает по Башкортостану. Длина реки составляет 17 км. Площадь бассейна — 70 км².
Берёт начало на западных склонах хребта Кадералы. Протекает с севера на юг по территории Ишимбайского района Башкортостана. Устье реки находится в 28 км по левому берегу реки Урюк.
Притоки: правый — Силекле; левые — Большая Ергаза, Малые Кундузлы.
Ландшафты представлены берёзово-осиновыми и сосново-еловыми лесами на серых лесных, дерново-подзолистых и лугово-чернозёмных почвах. Неподалёку от реки до 1972 года в Ишимбайском районе существовал посёлок Ергаза.

## Данные водного реестра
По данным государственного водного реестра России относится к Камскому бассейновому округу, водохозяйственный участок реки — Нугуш от истока до Нугушского гидроузла, речной подбассейн реки — Белая. Речной бассейн реки — Кама.
Код объекта в государственном водном реестре — 10010200312111100018009.